# Anno giacobeo
L'Anno santo giacobeo è un anno il cui la festa di san Giacomo, che ricorre il 25 luglio, cade di domenica. Tale ricorrenza si verifica con una cadenza regolare di 6, 5, 6 e 11 anni. Questo porta a circa 14 anni santi ogni secolo. Negli anni santi i cattolici possono ottenere la bolla giubilare, chiamata anche giubileo. Per poter ottenere il giubileo è necessario:
1. recarsi in pellegrinaggio alla cattedrale di Santiago di Compostela, in Galizia, dove secondo la tradizione si trova la tomba di san Giacomo;
2. recitare alcune preghiere (almeno il Credo, il Padre nostro e pregare per le intenzioni del papa), assistendo alla messa;
3. ricevere il sacramento della penitenza (anche quindici giorni prima o dopo) e la comunione.

La grazia del giubileo consiste sostanzialmente nell'indulgenza plenaria con il perdono dei peccati.
Il primo anno giubilare giacobeo fu istituito da papa Callisto II nel 1122 per il 1126. L'ultimo anno giacobeo è stato il 2021-2022, mentre il prossimo sarà il 2027.